# Бариш (река)
Бариш (на руски: Барыш) е река в Уляновска област на Русия, десен приток на Сура (десен приток на Волга). Дължина 247 km. Площ на водосборния басейн 5800 km².
Река Бариш води началото си от северните части на Приволжкото възвишение, на 313 m н.в., на 2 km югозападно от село Руское Тимошкино, в западната част на Уляновска област и по цялото си протежение тече предимно в северна посока през хълмисти местностти по северната периферия на възвишението. Влива се отдясно в река Сура (десен приток на Волга), при нейния 320 km, на 85 m н.в., при село Баришка Слобода, в северната част на областта. Основни притоци: десни – Урен (54 km) и Болшая Якла (57 km). Бариш има смесено подхранване с преобладаване на снежното и дъждовното. Заледява се през ноември, а се размразява през април. По течението ѝ са разположени множество населени места, в т.ч. град Бариш и селищата от градски тип В. И. Ленин, Жадовка, Чуфарово и Карсун.